# Pieczęć stanowa Maine

Pieczęć stanowa Maine

Głównym godłem pieczęci Maine jest sosna wejmutka. Przypomina o przydomku: Stan sosny. Siedzący pod nią łoś symbolizuje rozległe, czyste lasy. Woda oznacza morze. Farmer, trzymający kosę, reprezentuje rolnictwo, a marynarz wsparty na kotwicy jest symbolem handlu i rybołówstwa. Gwiazda i stanowa dewiza, Kieruję (Dirigo), symbolizuje fakt, że Gwiazda Polarna zawsze była gwiazdą przewodnią żeglarzy, traperów i osadników.